# Еськи
Е́ськи (карел. Jieskinä) — село в Бежецком районе Тверской области России. Входит в Шишковское сельское поселение (до 2015 года — в Михайловогорское сельское поселение).

## География
Расположено в 35 километрах к северо-западу от районного центра Бежецк, от Михайловой Горы — 15 км (грунтовая дорога).
Находится на реке Мологе, напротив села в неё впадает река Осень. В 1 километре к востоку от села — озеро Верестово.

## История
При впадении Осени в Мологу обнаружено несколько разновременных археологических комплексов. Это неолитическая стоянка, могильник эпохи бронзы, селище эпохи раннего железа, городище (площадь 0,4 га) и селище (0,1 га) конца VIII—X веков. Городище было укреплено валом и рвом, здесь обнаружены остатки срубных наземных построек с печами-каменками и остатки металлоплавильной печи. На территории села поселение существует в древнерусский и средневековый периоды. Этот город (городок) известен в XII—XIV веках как Езьск (варианты: Езьк, Иезьск, Выезск).
Упоминание о Езьске было обнаружено на новгородской берестяной грамоте № 902 — «От Домагости къ Хотену. (В) Езьске роздроубили 45 гривьнъ. Да язъ ти тоу сежоу. А (на) Вълъчиноу си посъли моужь инъ». Хотен, пославший Домагоста в Езьск, упоминается также в двух надписях на «деревянных пломбах-цилиндрах», найденных в Новгороде. В это время Езьск относился к Бежецкому Верху (ряду) Новгородской земли и был известен по источникам как пункт сбора пошлин. Позднее Еськи — крупное торговое и ремесленное село на важных водных торговых путях по реке Мологе, жители которого мало занимались земледелием, а в основном торговлей, рыбацким и сапожным промыслами.
С XV века — в Русском государстве.
В 1585 году царь Фёдор Иванович отдал Еськи сибирскому царевичу Маметкулу. Позднее село было пожаловано боярину Сулешеву.
В 1859 году в казённом селе Еськи — 361 двор, 2075 жителей, церковь, 2 завода. В это время оно было крупнейшим по населению селом Бежецкого уезда и третьим в Тверской губернии (после Кимр и Медного).
В середине XIX — начале XX века село является центром одноимённых волости и прихода Бежецкого уезда. С проведением железных дорог торговое значение села стало падать.
По переписи 1920 года в селе 1412 жителей.
С 1935 года село стало центром сельсовета Бежецкого района Калининской области.
В 1970—1980 годы в Еськах были: отделение колхоза, рыболовецкая бригада; школа, почта, медпункт, пожарная часть, пекарня, баня, магазин.
В 1996 году — 109 хозяйств, 179 жителя.
В 2002 году (перепись) — 152 жителя, 69 мужчин и 83 женщины.
В 2012 году в селе проходили съёмки художественного фильма Алексея Балабанова «Я тоже хочу».

## Население
| 1859 | 1897  | 2008 | 2010 |
| ---- | ----- | ---- | ---- |
| 2075 | ↘1194 | ↘105 | ↘99  |

| год           | 1859 | 1887 | 2008 | 2010 |
| ------------- | ---- | ---- | ---- | ---- |
| число жителей | 2165 | 1803 | 105  | 99   |

## Инфраструктура
- Отделение АКХ «Молога»
- МОУ Еськовская начальная общеобразовательная школа
- Отделение почтовой связи
- Охотхозяйство

## Достопримечательности
- Церковь Богоявления Господня 1801 года.

Стены разрушающегося храма ещё имеют уникальные клеевые росписи 1843—1847 годов. По мнению российских и зарубежных экспертов уровень настенной живописи церкви в Еськах соответствует памятникам мирового значения.
- Церковь Владимирской иконы Божьей Матери (кладбищенская), 1860-е годы.
- Хор села Еськи.[10]
- Место, где Молога сливается с рекой Осень (называется Алтарь).

«В сотне метров слева я увидел большую церковь — или маленький собор? — с огромным, нависающим куполом, высокой барочной колокольней и портиком с колоннами в античном стиле. Вокруг — лишь леса, поля, кустарник. И все та же тишина. Словно некий русский Рэндольф Херст купил в Риме большую древнюю церковь и по непонятному капризу привез её сюда, в пустынную глушь… Если бы в Западной Европе хоть одна церковь такого размера и красоты оказалась в столь ужасном состоянии, разразилась бы буря возмущения; в России же эти гибнущие сокровища исчисляются сотнями, если не тысячами. Протеста в обществе это не вызывает…»— Робин Стаммер «THE OBSERVER», декабрь 2007 г.

## Известные люди
- Константиновский, Матвей Александрович (1791—1857) — протоиерей церкви Богоявления Господня в 1833—1836 гг., будущий духовный наставник Н. В. Гоголя.
- Софония (Сокольский) (1799—1877), архиепископ Туркестанский и Ташкентский.
- Хрисанф (Ретивцев) (1832—1883), епископ Нижегородский и Арзамасский.
- Феогност (Лебедев) (1801—1869) — архиепископ Псковский и Порховский.
- Пешехонов, Самсон Фёдорович — знаменитый иконописец, основатель тверской иконописной школы.